# Hipposideros lamottei
Phyllorhine de Lamotte
Espèce
Statut de conservation UICN

 CR  : 
En danger critique
Hipposideros lamottei, la Phyllorhine de Lamotte, est une espèce de chauves-souris de la famille des Hipposideridae que l'on ne trouve qu'au Mont Nimba, à la frontière de la Côte d'Ivoire, de la Guinée et du Libéria. Elle est en danger critique d'extinction.

## Taxonomie
L'espèce est pour la première fois décrite en 1984 par le zoologiste français André Brosset. Il choisit son épithète spécifique, lamottei, en hommage au Dr Maxime Lamotte (1920-2007), un zoologiste français. Son statut d'espèce a été remis en question et certains ont suggéré qu'elle pourrait être synonyme de Hipposideros ruber. Son gène mitochondrial pour le cytochrome b ne diffère de celui de H. ruber que de 6 % seulement, mais une étude de 2013 a révélé qu'il en était morphologiquement distinct. D'après sa morphologie, elle fait partie du complexe d'espèces caffer/ruber de son genre. Les autres espèces de ce complexe comprennent :
- Hipposideros caffer ;
- Hipposideros ruber ;
- Hipposideros tephrus[6].

Sur la base d'une analyse génétique, il a été émis l'hypothèse que Hipposideros lamottei ne s'est isolée que récemment de Hipposideros ruber, évoluant pour devenir une espèce spécialiste de la haute altitude.

### GenreHipposideros- groupebicolore
La Phyllorhine de Lamotte et d'autres membres de son complexe d'espèces font partie du groupe bicolore du genre Hipposideros. Les autres membres du groupe bicolore comprennent :
- Hipposideros ater Templeton, 1848 ;
- Hipposideros beatus K.Andersen, 1906 ;
- Hipposideros bicolor (Temminck, 1834) ;
- Hipposideros breviceps Tate, 1941 ;
- Hipposideros calcaratus (Dobson, 1877) ;
- Hipposideros cervinus (Gould, 1854) ;
- Hipposideros cineraceus Blyth, 1853 ;
- Hipposideros coronatus (Peters, 1871) ;
- Hipposideros coxi Shelford, 1901 ;
- Hipposideros crumeniferus (Lesueur & Petit, 1807) ;
- Hipposideros curtus G.M.Allen, 1921 ;
- Hipposideros doriae (Peters, 1871) ;
- Hipposideros durgadasi Khajuria, 1970 ;
- Hipposideros dyacorum Thomas, 1902 ;
- Hipposideros fuliginosus (Temminck, 1853) ;
- Hipposideros fulvus Gray, 1838 ;
- Hipposideros galeritus Cantor, 1846 ;
- Hipposideros halophyllus Hill & Yenbutra, 1984 ;
- Hipposideros hypophyllus Kock & Bhat, 1994 ;
- Hipposideros jonesi Hayman, 1947 ;
- Hipposideros macrobullatus Tate, 1941 ;
- Hipposideros maggietaylorae Smith & Hill, 1981 ;
- Hipposideros marisae Aellen, 1954 ;
- Hipposideros nequam K.Andersen, 1918 ;
- Hipposideros obscurus (Peters, 1861) ;
- Hipposideros orbiculus Francis, Kock & Habersetzer, 1999 ;
- Hipposideros papua (Thomas & Doria, 1886) ;
- Hipposideros pomona K.Andersen, 1918 ;
- Hipposideros pygmaeus (Waterhouse, 1843) ;
- Hipposideros ridleyi Robinson & Kloss, 1911 ;
- Hipposideros rotalis Francis, Kock & Habersetzer, 1999.

## Description
C'est une petite chauve-souris avec une feuille nasale. Le nez a quatre petites folioles, deux de chaque côté. Son pelage est brun, doux et dense. Ses oreilles sont relativement courtes. Ses patagia sont brun noirâtre. Son avant-bras mesure environ 56 mm de long, et son pied arrière environ 9 mm de long. Sa queue mesure de 34,6 à 38,7 mm de long.
Si de nombreuses chauves-souris du genre Hipposideros se ressemblent en apparence, elle s'en distingue notamment par un avant-bras de plus de 55 mm, une grande largeur mastoïdienne et de petites molaires graciles. Elle détecte les proies à l'aide de l'écholocalisation, appelant à des fréquences maximales de 119 kHz, avec une plage allant de 118 à 120 kHz.

## Biologie
Pendant la journée, la chauve-souris dort dans des grottes ou des puits de mine. Elle est connue pour partager des gîtes avec d'autres espèces de chauves-souris, notamment Hipposideros ruber et Rousettus angolensis. Sur la base de ses petites dents et de son crâne relativement mince, on pense qu'elle pourrait se nourrir d'insectes à corps mou. L'examen d'une petite colonie en décembre n'a trouvé aucun juvénile et aucune femelle gestante, ce qui signifie que la reproduction a lieu à un autre moment de l'année. On sait peu de choses sur leur reproduction.

## Aire de répartition et habitat

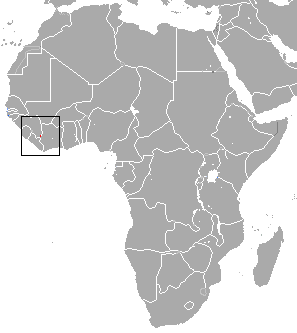
Aire de répartition de l'espèce.

L'espèce n'a été signalée que sur le mont Nimba, situé à la frontière de la Côte d'Ivoire, de la Guinée et du Libéria. Cette chaîne de montagnes est remarquable pour sa diversité de chauves-souris ; elle est peut-être même la plus grande de tout le continent africain. Toutes les captures de cette espèce ont cependant été limitées au versant guinéen de la montagne. Elle a été enregistrée dans deux sites sur le mont Nimba : l'un en forêt tropicale humide de basse altitude, l'autre en savane afromontagnarde. Elle a été enregistrée à des altitudes de 500 à 1 400 m au-dessus du niveau de la mer. Quatre galeries minières actuellement utilisées pour les gîtes sont supérieures à 1 200 m au-dessus du niveau de la mer, cependant, alors qu'il n'y a qu'un seul enregistrement de cette espèce à une altitude inférieure. Ces enregistrements plus récents suggèrent qu'elle préfère la savane afromontagnarde, ne se rendant qu'occasionnellement dans les forêts pluviales des basses terres.

## Conservation
L'espèce est répertoriée comme une espèce en danger critique d'extinction par l'UICN depuis 2004. Elle répond aux critères de cette désignation car sa zone d'occurrence est probablement inférieure à 100 km2, sa zone d'occupation est probablement inférieure à 10 km2, et tous les individus vivent au même endroit. On pense que sa population est en déclin. Il a été évalué pour la première fois par l'UICN en 1996, lorsqu'il a été répertorié comme présentant des données insuffisantes. Les menaces qui pèsent sur cette espèce comprennent l'exploitation minière du minerai de fer, qui peut perturber ou détruire leurs gîtes. À partir de 2013, il y avait des indications que l'exploitation minière commencerait bientôt sur les derniers sites où cette espèce existe, posant une menace imminente à son existence. Son aire de répartition est sujette à la destruction de son habitat via la déforestation.
Dans cette région, les chauves-souris sont également utilisées comme source de nourriture, donc cette chauve-souris est probablement tuée pour la viande de brousse. Au moins une partie de son aire de répartition est englobée par la réserve naturelle intégrale du Mont Nimba, classée depuis 1981 réserve de biosphère et site du patrimoine mondial de l'UNESCO. Cela lui confère certaines protections, bien que ces protections puissent ne pas être strictement appliquées. En raison de son statut en péril, il est identifié par l'Alliance for Zero Extinction comme une espèce en danger d'extinction imminente. En 2013, Bat Conservation International a classé cette espèce parmi les 35 espèces de sa liste mondiale prioritaire de conservation. La Phyllorhine de Lamotte a été spécifiquement nommée dans un article qui plaidait contre la collecte de spécimens zoologiques d'espèces de chauves-souris en danger critique d'extinction, ou du moins promouvait davantage de restrictions sur qui pouvait collecter des spécimens et combien d'individus ils pouvaient collecter.